# Grønne Demokrater
Grønne Demokrater var et lille dansk centrum-venstre parti – dannet i 2002. Opløst i 2010. Desuden fungerede Grønne Demokrater som et valgteknisk samarbejde (fællesliste) for De Grønne og Demokratisk Fornyelse. 
I november 2005 opstillede partiet ved de regionale valg i Region Midtjylland, Region Syddanmark og Region Hovedstaden. Desuden opstillede partiet til Københavns Borgerrepræsentation. Ingen af partiets kandidater blev valgte. 
Siden 2002 har partiet forgæves forsøgt at samle underskrifter nok til at blive opstillingsberettiget til Folketinget. 
Partiets program er fra 2002. I udarbejdelsen af programmet deltog repræsentanter for Solidarisk Alternativ, Retsforbundet samt De Grønne og Demokratisk Fornyelse.
| Politisk parti | Spire Denne artikel om et politisk parti eller gruppe er en spire som bør udbygges. Du er velkommen til at hjælpe Wikipedia ved at udvide den. |